# ریچارد درایفس
ریچارد استیون درایفس (به انگلیسی: Richard Stephen Dreyfuss) (زاده ۲۹ اکتبر ۱۹۴۷) هنرپیشه آمریکایی است.
در اوایل دهه ۱۹۸۰ دریفوس با جرمی رین ازدواج نمود و این زوج صاحب سه فرزند به نام‌های امیلی (۱۹۸۳)، بنجامین (۱۹۸۶) و هری (۱۹۹۰) هستند. او برادر کوچکتر لورین دریفس است.

## جوایز
- جایزه اسکار بهترین بازیگر نقش اول مرد در شصت و هشتمین دوره برای بازی در فیلم دختر خداحافظی (۱۹۷۷)
- جایزه گلدن گلوب بهترین بازیگر مرد فیلم موزیکال یا کمدی در سی و پنجمین دوره برای بازی در فیلم دختر خداحافظی (۱۹۷۷)
- جایزه بفتای بهترین بازیگر نقش اول مرد در سی و دومین دوره برای بازی در فیلم دختر خداحافظی (۱۹۷۸)
- نامزد جایزه بفتای بهترین بازیگر نقش اول مرد در بیست و نهمبن دوره برای بازی در فیلم آرواره‌ها (۱۹۷۵)
- نامزد جایزه گلدن گلوب بهترین بازیگر مرد فیلم درام در پنجاه و سومین دوره برای بازی در فیلم قطعه موسیقی آقای هولاند (۱۹۹۵)
- جایزه انجمن منتقدان فیلم لس آنجلس برای بهترین بازیگر مرد (۱۹۷۷)

## بخشی از فیلمشناسی
- افسونگر (۱۹۶۶)
- فارغ‌التحصیل (۱۹۶۷)
- دیلینگر (۱۹۷۳)
- دیوارنویسی آمریکایی (۱۹۷۳)
- آرواره‌ها (۱۹۷۵)
- دختر خداحافظی (۱۹۷۷)
- برخورد نزدیک از نوع سوم (۱۹۷۷)
- سیستم دوستی (۱۹۸۴)
- آس و پاس بورلی هیلز (۱۹۸۶)
- مردان حلبی (۱۹۸۷)
- دیوانه (۱۹۸۷)
- همیشه (۱۹۸۹)
- در مورد باب چطور؟ (۱۹۹۱)
- سقوط خاموش (۱۹۹۴)
- آخرین حرف (۱۹۹۵)
- قطعه موسیقی آقای هولاند (۱۹۹۵)
- رئیس‌جمهور آمریکا (۱۹۹۵)
- شب‌هنگام در منهتن (۱۹۹۶)
- زمان سگ دیوانه (۱۹۹۶)
- جیمز و هلوی غول‌پیکر (۱۹۹۶)
- آوای وحش: سگ یوکان (۱۹۹۷، راوی)
- کلتیس توت کیست؟ (۲۰۰۲)
- شهر نقره‌ای (۲۰۰۴)
- پوزئیدون (۲۰۰۶)
- دبلیو (۲۰۰۸)
- برگ‌های علف (۲۰۰۹)
- زندگی من در ویرانه‌ها (۲۰۰۹)
- پیرانا سه‌بعدی (۲۰۱۰)
- رد (۲۰۱۰)
- نه (۲۰۱۲)
- پارانویا (۲۰۱۳)
- زیپ (۲۰۱۵)